# Phibun Mangsahan (huyện)
Phibun Mangsahan (tiếng Thái: พิบูลมังสาหาร) là một huyện (amphoe) ở miền trung của tỉnh Ubon Ratchathani, đông bắc Thái Lan.

## Địa lý
Các huyện giáp ranh (từ phía nam theo chiều kim đồng hồ) là: Buntharik, Det Udom, Na Yia, Sawang Wirawong, Tan Sum, Si Mueang Mai, Khong Chiam và Sirindhorn của tỉnh Ubon Ratchathani.

## Lịch sử
Ban đầu tên là Phimun Mangsahan (พิมูลมังสาหาร), tên gọi đã được đổi tên thành Phibun Mangsahan vào ngày 30 tháng 7 năm 1940.

## Hành chính
Huyện này được chia thành 14 phó huyện (tambon), các đơn vị này lại được chia ra thành 169 làng (muban). The town (thesaban mueang) Phibun Mangsahan nằm trên toàn bộ tambon Phibun. Ang Sila là một thị trấn (thesaban tambon) nằm trên một phần của tambon Ang Sila. Có 13 Tổ chức hành chính tambon.
| STT. | Tên          | Tên Thái | Số làng | Dân số |  |
| ---- | ------------ | -------- | ------- | ------ |  |
| 1.   | Phibun       | พิบูล      | -       | 10.894 |  |
| 2.   | Kut Chom Phu | กุดชมภู    | 18      | 13.641 |  |
| 4.   | Don Chik     | ดอนจิก    | 23      | 13.587 |  |
| 5.   | Sai Mun      | ทรายมูล   | 9       | 5.742  |  |
| 6.   | Na Pho       | นาโพธิ์    | 10      | 7.972  |  |
| 7.   | Non Klang    | โนนกลาง  | 12      | 7.477  |  |
| 9.   | Pho Sai      | โพธิ์ไทร   | 15      | 11.416 |  |
| 10.  | Pho Si       | โพธิ์ศรี    | 12      | 12.253 |  |
| 11.  | Rawe         | ระเว     | 11      | 8.020  |  |
| 12.  | Rai Tai      | ไร่ใต้     | 15      | 7.964  |  |
| 13.  | Nong Bua Hi  | หนองบัวฮี  | 15      | 10.646 |  |
| 14.  | Ang Sila     | อ่างศิลา   | 12      | 7.984  |  |
| 18.  | Non Kalong   | โนนกาหลง | 9       | 4.672  |  |
| 19.  | Ban Khaem    | บ้านแขม   | 8       | 5.089  |  |

Các số không có trong bảng là tambon nay tạo thành huyện Sirindhorn.